# René Taton
René Taton (L'Échelle, 4 de abril de 1915-Ajaccio, Córcega; 9 de agosto de 2004) fue un historiador de la ciencia, y durante mucho tiempo coeditor, junto a Suzanne Delorme, de la Revue d'histoire des sciences.
Dirigió el Centro Alexandre Koyré junto con Pierre Costabel.
Su Histoire générale des sciences es una referencia fundamental en la historia de las ciencias.

## Carrera
- Alumno de la Escuela Normal Superior de Saint-Cloud (promoción de 1935)
- Agrégé de matemáticas en 1941
- Alumno de Gaston Bachelard, realiza su tesis sobre Gaspard Monge
- 1952: entra al CNRS, sección del filosofía
- 1954-1971: dirige el ICSU promovido por la UNESCO
- En 1957, creación de la sección de historia de las ciencias en el seno del EHESS con la colaboración de Fernand Braudel y Alexandre Koyré

## Obras
- Pour continuer le calcul intégral (collection de l'Abbé Moreux), 1945?
- Histoire du calcul (Que sais-je?), 1946
- René Taton et Jean-Paul Flad, Le calcul mécanique, Presses universitaires de France, coll. Paris, 128 pp.
- Le calcul mental, Presses universitaires de France, coll.  París
- Causalités et accidents de la découverte scientifique : illustration de quelques étapes caractéristiques de l'évolution des sciences, éditions Masson, coll. Évolution des sciences. no 6, Paris, 1955.
- René Taton et Albert Flocon, La Perspective, Presses universitaires de France, coll.

- Histoire générale des sciences (de 1957 a 1964), reeditado entre 1966-1983
- Études d'histoire des sciences (recueillies pour son 85.e anniversaire par Danielle Fauque, Myriana Ilic et Robert Halleux), éditions Brepols, coll. De diversis artibus no 47, Turnhout, 2000, 544 pp., ISBN 2-503-51007-8, BNF: 37734558t

- Derniers écrits, 2000, réunis par R. Halleux

- Se lo considera, por sus trabajos sobre Gaspard Monge (1746-1818) y Girard Desargues (1591-1661) como la máxima autoridad en la historia de la perspectiva; en particular, en este campo sacó a la luz la obra de personajes como Johann Heinrich Lambert (1728-1777).

- Histoire générale des sciences; Se trata de una obra en tres tomos y cuatro volúmenes con una extensión total de 3.272 páginas. Taton coordinó su redacción durante una década. Hoy en día se la considera una referencia fundamental dentro de la historia de la ciencia.